# 로제 아냉

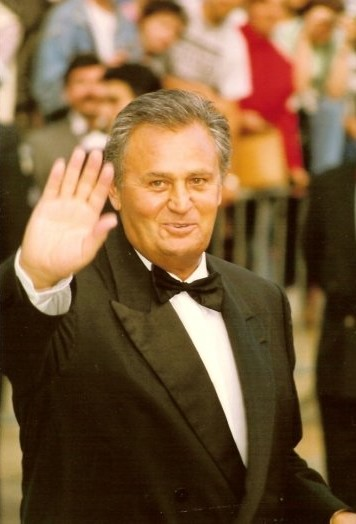

로제 아냉(Roger Paul Jacob Lévy, 1925년 10월 20일 ~ 2015년 2월 11일)은 프랑스의 배우, 정치인, 영화 감독, 각본가, 영화배우, 작가, 텔레비전 배우이다.
알제에서 태어났으며 파리 15구에서 사망하였다.

## 영화
- 쟈크 시라크의 입장에서 (2006년) - 본인 역
- 속죄의 날 (1992, L'Union sacrée)
- 공주의 결혼 작전 (1985년)
- 더 리벤저스 (1972년)
- 블루 팬더 (1965년)
- 로코와 그의 형제들 (1960년) - 모리니 역
- 라문초 (1959년)
- 네 멋대로 해라 (1959년)
- 살며시 안아주세요 (1958년)